# بلدة أوغوستا تشارتر (ميشيغان)
أوغوستا تشارتر (بالإنجليزية: Augusta Charter Township, Michigan)‏ هي بلدة تقع بولاية ميشيغان في الولايات المتحدة. تبلغ مساحتها 95.2 (كم²)، وترتفع عن سطح البحر 207 م، بلغ عدد سكانها 6745 نسمة في عام تعداد الولايات المتحدة 2010 حسب إحصاء مكتب تعداد الولايات المتحدة .

## وصلات خارجية
- www.augustatownship.org
- The US50 - Cities and Towns in Michigan State
- Michigan Cities and Towns, Facts, Map, Flag, Colleges, Government, and More